# Postia pappi Jaakobille
Postia pappi Jaakobille é um filme de drama finlandês de 2009 dirigido e escrito por Klaus Härö. Foi selecionado como representante da Finlândia à edição do Oscar 2010, organizada pela Academia de Artes e Ciências Cinematográficas.
Situado no início dos anos 1970 e baseado em uma história de Jaana Makkonen, o filme conta a história de Leila, um condenado perdoado, que se torna assistente de um padre cego, Jacob. O filme retrata sua transformação de uma céptica que, relutantemente, lê cartas para seu benfeitor em um salvador carinhoso do pastor de seu desespero após as cartas pararem de vir.

## Elenco
- Kaarina Hazard
- Heikki Nousiainen